# 薬学研究科
薬学研究科（やくがくけんきゅうか、英語: Graduate School of Pharmaceutical Sciences）は、大学院に設置される研究科の一つ。薬学に関する高度な教育研究を実施する組織である。

## 概要
主に薬学部の上位に連続した形で設置され、博士前期課程（修士課程）および博士後期課程（博士課程）あるいはそれに相当する課程で構成される。学位については、修士課程は修士（薬科学）が、博士課程は博士（薬学）または博士（薬科学）が授与される。包摂する領域を掲げる研究科、専攻またはコースは、それに相当する専攻名称等に応じた学位が授与される。修士（薬学）を授与していた薬学専攻の修士課程については、薬剤師教育6年制の誕生により2009年度（平成21年度）を最後に募集停止した。

## 教授される内容
薬学に関する高度な教育や研究を行う。具体的な研究分野については、薬学部も参照。

## 設置する大学院
国立大学
- 東北大学 大学院
- 京都大学 大学院
- 大阪大学 大学院

公立大学
- 岐阜薬科大学 大学院
- 名古屋市立大学 大学院
- 山陽小野田市立山口東京理科大学 大学院

私立大学
- 北海道医療大学 大学院
- 北海道薬科大学 大学院
- 北海道科学大学 大学院
- 岩手医科大学 大学院
- 東北薬科大学 大学院
- 国際医療福祉大学 大学院
- 千葉科学大学 大学院
- 城西大学 大学院
- 帝京平成大学 大学院
- 北里大学 大学院
- 慶應義塾大学 大学院
- 昭和大学 大学院
- 昭和薬科大学 大学院
- 帝京大学 大学院
- 東京薬科大学 大学院
- 東京理科大学 大学院
- 東邦大学 大学院
- 日本大学 大学院
- 星薬科大学 大学院
- 明治薬科大学 大学院
- 新潟薬科大学 大学院
- 北陸大学 大学院
- 愛知学院大学 大学院
- 名城大学 大学院
- 金城学院大学 大学院
- 京都薬科大学 大学院
- 同志社女子大学 大学院
- 近畿大学 大学院
- 大阪医科薬科大学 大学院
- 摂南大学 大学院
- 神戸学院大学 大学院
- 神戸薬科大学 大学院
- 兵庫医療大学 大学院
- 武庫川女子大学 大学院
- 福山大学 大学院
- 徳島文理大学 大学院
- 福岡大学 大学院
- 第一薬科大学 大学院
- 崇城大学 大学院

## 薬学研究院を設置する大学院
国立大学
- 北海道大学 大学院
- 千葉大学 大学院

公立大学
- 静岡県立大学 大学院

## 薬学府を設置する大学院
国立大学
- 九州大学 大学院

## 類似する名称の研究科を設置する大学院
国立大学
- 東京大学 大学院 薬学系研究科

私立大学
- 国際医療福祉大学 大学院 薬科学研究科
- 武蔵野大学 大学院 薬科学研究科
- 愛知学院大学 大学院 薬科学研究科

## 類似する名称の教育部を設置する大学院
国立大学
- 徳島大学 大学院 薬科学教育部

## 上記以外で薬学専攻を設置する大学院・研究科
国立大学
- 金沢大学 大学院 医薬保健学総合研究科

## 上記以外で薬学専攻を設置する大学院・学府
公立大学
- 静岡県立大学 大学院 薬食生命科学総合学府

## 上記以外で薬学専攻を設置する大学院・教育部
国立大学
- 徳島大学 大学院 薬科学教育部

## その他、薬学が学べる専攻を設置する大学院・研究科
国立大学
- 岡山大学 大学院 医歯薬学総合研究科 薬科学専攻
- 広島大学 大学院 医歯薬保健学研究科 薬科学専攻
- 金沢大学 大学院 医薬保健学総合研究科 創薬科学専攻
- 長崎大学 大学院 医歯薬学総合研究科 生命薬科学専攻

私立大学
- 就実大学 大学院 医療薬学研究科 疾病治療薬学専攻
- 松山大学 大学院 医療薬学研究科 医療薬学専攻

## その他、薬学が学べる専攻を設置する大学院・学府
公立大学
- 静岡県立大学 大学院 薬食生命科学総合学府 薬科学専攻
- 静岡県立大学 大学院 薬食生命科学総合学府 薬食生命科学専攻

## その他、薬学が学べる専攻を設置する大学院・教育部
国立大学
- 富山大学 大学院 医学薬学教育部 薬科学専攻